# 廖宥鈞
廖宥鈞（英文名：Palmer，1992年4月25日—），出生于台灣台北市，臺灣男藝人，台灣新生代演員。2012年參加我愛男子漢選秀活動，2016年11月到中國發展是以藝名齊恩平出道，2020年改為本名廖宥鈞。

## 個人背景
- 家中成員有父親.母親和弟弟三人

### 學歷
- 畢業於 台北海洋科技大學 航海系。

## 經歷
國中和高中是位甲級籃球員，高中因陪同學參加廣告面試而有了第一次拍攝廣告機會，而之後陸陸續續就開始接起來廣告，從此道路大轉變...
- 2012年在路上被發掘後，錄製了《我愛男子漢》選秀節目。
- 2012年錄製了中國《給力男子漢》《中國愛·大歌會》。
- 2015年入伍至2016年10月份退伍後兩週就到了中國發展。
- 2020年回到台灣發展。

2021年從廣告拍攝復出

## 影視作品

### 電影
| 年份 | 電影名稱                 | 導演        | 飾演   | 備註 |
| 2016 | 《親愛的，我們的曾經》   | 翟振華      | 夏宇   |      |
| 2017 | 《人生典當行》           | 翟振華      | 光年   |      |
| 2017 | 《洪興十三妹之無憂公主》 | 翟振華      | 浩南   |      |
| 2017 | 《盲少爺戀上我》         | 翟振華      | 李亞飛 |      |
| 2017 | 《全息遊戲：戀愛世界》   | 王建宏      | 唐宇   |      |
| 2017 | 《就現在，愛吧》         | 李清.李似弘 | link   |      |
| 2018 | 《飛速單車慢慢愛》       | 余斌        | 黃明   |      |

### 電視劇
| 年份   | 戲劇名稱        | 導演   | 角色           | 播出頻道                    | 備註    |
| 2015年 | 一把青          | 曹瑞原 | 第九大隊隊員   | 公視                        | 第17集  |
| 2021年 | 第三佈局 塵沙惑 | 洪伯豪 | 防治組組長外甥 | Catchplay、HBO Asia、HBO GO | 第4-5集 |

### 音樂錄影帶(MV)
- 楊丞琳〈像是一顆星星 LIKE A STAR〉 <2020年>
- 林頌安〈暫停想你〉 <2021年>

### 廣告
台灣
- 衛視電影台promo
- 可樂果
- 幸褔五角線上遊戲
- 純喫茶
- 永慶房屋
- 馳加汽車
- 麥香超友力擂台賽
- 大玩台中-臺中在地美食不打烊（2021.4)
- Amway Taiwan-XStraBURN MOJITO風味 沁涼上市（2021.6）
- 必勝客-月圓人團圓 不能少一圓 必勝客火烤香腸派對比薩 中秋烤驗篇（2021.8）
- 屏東海生館-海生館最新主題活動 璀璨之海 #與海生館共度的燦爛時光（2021.8）
- SYM-SYM 4MICA 日常，變不尋常（2021.10)
- 舒潔台灣-【衛森林🌲我願意】選擇舒潔FSC永續紙漿（2021.10)
- 三國群英傳 - 霸王之業歡慶4周年（2021.11)
- 亞太酒業-真言香甜酒 水果篇（2021.11)
- 南僑水晶-南僑水晶皂力淨洗衣液體皂_皂之力篇30+5秒（2021.12)
- 萬士益冷氣_2022年度廣告（2022.03)

### 廣告微電影
- 國網中心-【愛延續 健康永續】精準健康 陪你永不放棄-男主角（2021.12)

### 主持
- 完全娛樂外景主持 <2012年>

## 演唱會
- 唱戲世界娛樂～二王一後彼此相愛公益演唱會

## 新聞報導
- 2020/12/14 中時新聞  陽光男星現身校園做公益 學生妹瘋搶拍要簽名
- 2020/08/17 yahoo新聞 「彼此相愛」公益演唱會 「二王一后」一塊發現愛
- 2021/04/21 ETTODAY星光雲 差點成為偶像男團　廖宥鈞大陸兼賣手機殼「最高月收30萬」！   （页面存档备份，存于）
- 2021/08/26 中國時報 廖宥鈞心繫戲劇 演渣男甘願被飆罵 （页面存档备份，存于）
- 2021/08/25 中時新聞 專訪／廖宥鈞北漂遇金主「潛規則」 返台重新出發演渣男也甘願 （页面存档备份，存于）
- 2022/04/27 噓新聞 何孟遠驚喜露面！全是因為他 關係曝光了 （页面存档备份，存于）

## 外部連結
- 廖宥鈞的Facebook專頁
- 廖宥鈞的Instagram帳戶
- youtube|廖宥鈞Palmer|廖宥鈞 （页面存档备份，存于）
- 廖宥鈞的新浪微博